# Queerfeminismus
Queerfeminismus ist eine Form des Feminismus, welcher der Dritten Welle des Feminismus zuzuordnen ist. Es handelt sich um eine Untergruppierung der feministischen Theoriebildung (Dekonstruktiver Feminismus). Queerfeminismus richtet sich sowohl gegen die Heteronormativität als auch die binäre Geschlechterordnung.

## Bewegung
Ihren politischen Ausdruck findet sie in der queeren Bewegung oder LGBT-Bewegung, die aus der LGBTIQ-Bürgerrechtsbewegung der 1970er Jahre hervorgegangen ist und sich in den 1980er Jahren als Reaktion auf die weltweite AIDS-Krise formiert hat. Diese ist eine soziale Bewegung, die sich für die Rechte, Sichtbarkeit und Gleichstellung von Personen mit einer sexuellen Orientierung oder geschlechtlichen Identität abweichend von der Cisgender-Heteronormativität einsetzt.
Ihre Ursprünge liegen in der Lesben- und Schwulenbewegung, die vom Stonewall-Aufstand am 28. Juni 1969 in New York City ausging. In deren Folge wurden ab den 1970er Jahren Schwule und Lesben sichtbarer, forderten juristische und gesellschaftliche Veränderungen ein und konnten dies im Verlauf der folgenden Jahrzehnte auch durchsetzen. Mit dem zunehmenden Bewusstsein für nonbinäre Sexualitäten diversifizierte sich die klassische Schwulen- und Lesbenbewegung im Laufe der 1990er Jahre dann zunehmend in eine LGBT-Bewegung.

## Theorie
Queerfeministische Theorie schließt an die philosophischen Arbeiten von Judith Butler an, die eine Theorie des Geschlechts formulierte, welche nicht auf essentialistischen, das heißt auf unhintergehbare, körperlichen Unterscheidungsmerkmale zwischen den Geschlechtern basierte, sondern auf der Annahme der diskursiven Hergestelltheit von Geschlecht. Mit Butler wird Geschlecht als performativer Akt gedacht, der historisch und situativ kontingent zu denken ist. Performativität ist ein Begriff, den Butler aus der strukturalistischen Sprachwissenschaft entwickelt, anschließend an das Konzept performativer Sprechakte von J.L.L. Austin.
Sexualität stellt sich in diesem Zusammenhang als ebenfalls diskursiv hergestellt dar und nicht als etwas Naturgegebenes. Butler schließt hier an den marxistischen Theoretiker Louis Althusser und dessen Konzept der Appellation an, das Identitätsformation als etwas durch Ideologie Angerufenes (franz. appeller: anrufen) konzipiert.